# Школа Топика
«Школа Топика» (англ. The Topeka School) — роман американского писателя и поэта Бена Лернера вышедший в 2019 году. Книга считается романом воспитания и автобиографией, поскольку в повествование включено множество деталей из собственной жизни Лернера. Роман стал финалистом Пулитцеровской премии 2020 года.

## Сюжет
Действие романа происходит в Топике, штат Канзас, в конце 1990-х годов, и рассказывается в основном с точки зрения трёх персонажей: Адама Гордона, чемпиона по дебатам в средней школе, и его родителей Джейн и Джонатана, которые работают психологами. В нелинейном повествовании описывается подготовка Адама к национальному чемпионату по дебатам (который он выигрывает), его отношения с подругой Эмбер и жизнь его родителей. Один из одноклассников Адама — Даррен Эберхарт — пациент его отца, также появляется в последовательности коротких глав, кульминацией которых становится то, что он серьёзно ранит ножом девушку на вечеринке, которая отвергла его романтические ухаживания. Последняя глава происходит в 2019 году и рассказывает об Адаме, когда он везёт свою семью в Топику из своего дома в Нью-Йорке. Вернувшись в Нью-Йорк, они участвуют в акции протеста против политики разлучения семей, проводимой администрацией Трампа.

## Критика
Роман получил в основном положительные отзывы. Никки Шейнер-Брэдфорд из The Paris Review высоко оценила прозу Лернера. Кристин Смоллвуд назвала Лернера «чрезвычайно одарённым стилистом прозы». Гарт Риск Холлберг из The New York Times Book Review назвал роман «высшей точкой в американской художественной литературе последнего времени».
Книга вошла в десятку лучших книг 2019 года по версии New York Times Book Review и Washington Post.

## Награды и номинации
- Лауреат:
  - 2019 — Премия Лос-Анджелес Таймс (Художественная литература)
- Номинант:
  - 2020 — Фолио (Премия Фолио)
  - 2020 — Национальная книжная премия общества критиков (Художественная проза)
  - 2020 — Пулитцеровская премия (Художественная книга)